# Guérande
Guérande là một xã trong vùng hành chính Pays de la Loire, thuộc tỉnh Loire-Atlantique, quận Saint-Nazaire, tổng Guérande. Tọa độ địa lý của xã là 47° 19' vĩ độ bắc, 02° 25' kinh độ đông. Guérande nằm trên độ cao trung bình là 57 mét trên mực nước biển, có điểm thấp nhất là 0 mét và điểm cao nhất là 60 mét. Xã có diện tích 81,44 km², dân số vào thời điểm 1999 là 13.603 người; mật độ dân số là 167 người/km².

## Thông tin nhân khẩu
| 1900  | 1935  | 1962  | 1968  | 1975  | 1982  | 1990   | 1999   |
| ----- | ----- | ----- | ----- | ----- | ----- | ------ | ------ |
| 7.050 | 6.080 | 6.389 | 6.499 | 7.644 | 9.140 | 11 665 | 13 603 |

## Các thành phố kết nghĩa
- Dinkelsbühl, Đức
- Almagro, Tây Ban Nha
- Castro Marim Bồ Đào Nha

## Địa điểm tham quan
- Tường thành từ thế kỉ 14/15
- Musée du Pays de Guérande